# 大田よしえ
大田よしえ（1969年12月21日 - ）は、大阪府出身のタレント、ラジオパーソナリティ、女優である。イーグル・ベイ所属。

## 来歴・人物
- 1988年　松竹芸能のオーデションを受け合格。養成所に通う。その年読売テレビ「おもしろサンデー」のフレッシュレポーターのオーデションに合格。当時の本名坂田佳英で芸能活動を始める。

- 1992年松竹芸能を辞め上京。読売テレビの報道局チーフプロデューサー結城豊弘さんに東京アナウンスアカデミーの先生を紹介してもらいいくつかオーデションを紹介してもらう。

- 1993年　ニッポン放送「つかちゃんの今日も快調ほがらか大放送」のオーデションを受けアシスタント。芸名を坂田佳英から坂田よしえに変更。その年佐藤企画に所属。

- 1996年再びフリーとなり芸名を三木よしえに変更。

- 1999年有限会社イーグル・ベイ所属となる。以降TV、ラジオと活動。

- 2000年結婚。

- 2001年出産。芸能活動休止。

- 2013年下の子供が小学校に入学したのを機に芸名を大田よしえで芸能活動を再開。

## 出演

### 現在
2013年7月現在。
ラジオ番組
- 文化放送「ラジオショッピング」ショッピングキャスター

### 過去
ラジオ番組
- ニッポン放送「今日も快調！ほがらか大放送」アシスタント(1993年〜1995)
- bayfm「サマーキャンペーンカーレポーター」（1998年7月〜8月）
- bayfm「JAPAN RENTAL LEAGUE HOT30」レポーター（1998年〜1999年）
- bayfm「TOKYO BAYLINE 7300」出演（1999年〜2000年）
- bayfm「TOKYO BAY MORNING」（2000年-2001年）

テレビ番組
- 読売テレビ「おもしろサンデー」フレッシュレポーター（1988年）
- 朝日放送「甲子園への道」レポーター(1989年)
- 関西テレビ「スポーツパオーン25時」（1989年）
- KBS京都「島田耕作のエンジョイゴルフ」（1989年）
- 読売テレビ「ズームイン!!朝!」レポーター（1990年）
- 毎日放送「フェリシモ流行の素」（1990年）
- テレビ東京「ニュースもぎたて朝一番」スポーツキャスター（1994年）
- テレビ東京「奥様プラザ」（1998年）
- NHKBS「まるごと長崎」レポーター（1998年）
- tvk「緑への歩み」（1999年〜2000年）
- 千葉テレビ「菜の花人」レポーター（2000年〜2001年）

舞台
- 「愛・時を越えて〜ドラキュラ・イン・ジャパン」出演(1997年)